# Atractia rubida
Atractia rubida är en tvåvingeart som beskrevs av Hermann 1912. Atractia rubida ingår i släktet Atractia och familjen rovflugor. Inga underarter finns listade i Catalogue of Life.